# Cobra (misil antitanque)
El Cobra era un misil antitanque guiado por cable MCLOS desarrollado por las compañías Oerlikon Contraves y Bölkow GmbH de Suiza y Alemania respectivamente. Entró en servicio en el ejército alemán a finales de los años 50. Fue seguido del Cobra 2000 y del Mamba, los cuales fueron mejorados en su sistema de guiado y capacidad de perforación.

## Descripción
El Cobra tiene una disposición cruciforme de cuatro largas aletas en la parte delantera. La parte principal del misil, es un largo cilindro que sirve de propulsor para el lanzamiento. Cada una de las aletas tiene un spoiler en el borde posterior que sirve para dirigir el misil. La ojiva está en la parte delantera del misil, detrás de él se encuentran, un giroscopio y los circuitos de guiado del misil. Detrás del mecanismo de guiado está el sustentador del motor, y envuelto en éste está el cable de guiado que acaba enganchado al misil.
Este misil suele ser operado por una sola persona, que puede lanzar hasta 8 misiles con un sistema de autoabaseticimento. Permite disparar a una distancia mínima de 20 m del tirador. En el lanzamiento proyecta el misil con un ángulo de 20°. El tirador dirige el misil contra el objetivo a lo largo de su línea de visión con un joystick situado en la caja de control.

## Operadores
- Alemania
- Argentina
- Brasil
- Chile
- Dinamarca
- España
- Grecia
- India
- Israel
- Italia
- Pakistán
- Turquía

### Armas similares
- 9K11 Malyutka
- Mathogo

### Listas relacionadas
- Anexo:Materiales históricos del Ejército de Tierra de España desde la posguerra